# テキサス州ハートビート法
テキサス州ハートビート法（英語: Texas Heartbeat Act）は、2021年に効力が発生したテキサス州の州法であり、実質的にアメリカ合衆国初の妊娠6週間を過ぎた妊婦の人工妊娠中絶を禁止するものである。
この州法は、妊娠6週間を過ぎた人工妊娠中絶に関わった者を一般市民が民事訴訟し、10000ドル以上の法定損害賠償を請求することを可能とするものである。すなわち公的機関による執行ではなく民間人による執行を可能とするものであり、アメリカ合衆国で初のものである。テキサス州議会において、上院法案8（SB 8）、下院法案1515（HB 1515）として提出され、2021年5月19日に署名されたのち、同年9月1日に効力が発生した。

## 背景
2013年7月18日に当時テキサス州知事であったリック・ペリーが、テキサス州上院法案5（テキサス州下院法案2）に署名した。その後、ハートビート法である下院法案1500（HB 1500）をフィル・キング、ダン・フリン、タン・パーカー、リック・ミラーが提出したが成立はしなかった。しかし2019年2月26日時点においてテキサス州下院における150人の議員のうち57人が、HB 1500について賛成もしくは共同提案者となっていた。この状況に対して元テキサス州上院議員であるウェンディ・デイヴィス（2006年以降民主党所属）は「私がこれまで見た中で最も危険な状況（the most dangerous I've ever seen）」と述べた。
2021年3月11日、テキサス州ハートビート法案が、下院においてはシェルビー・スローソン下院議員、上院においてはブライアン・ヒューズによって提出された。この法案は共和党議員間で優先事項とされ、テキサス州副知事のダン・パトリックが作成した優先議題リストにも含まれていた。その後テキサス州知事のグレッグ・アボットによって、2021年5月19日にサインが行われた。
この法案の内容である一般市民が中絶に関わったものを民事訴訟することを可能とするというものは、フェデラリスト協会会員であり、リック・ベリー政権下において事務総長を務めた、スタンフォード大学法学部教授のジョナサン・ミッシェルによって提案されたものである。このアイデアはバージニア・ロー・レビューに掲載された論文「The Writ-Of-Erasure Fallacy」によって示され、2019年にテキサス州東部の人工中絶反対の牧師によって注目された。
また、同時に「人命保護法（英: Human Life Protection Act）」（HB 1280）も可決された。この法の内容はロー対ウェイド事件の内容が将来連邦最高裁判所において覆された場合において、テキサス州内における人工妊娠中絶を直ちに禁止するというものである。

## 法
テキサス州ハートビート法は、通常妊娠6週間以降で可能となる経膣超音波検査で胎芽の心活動が検出された場合において、中絶を行った者・中絶を勧めた者・中絶を幇助した者に対して、誰でも訴訟を起こすことを可能とするものである。訴訟を起こされる可能性のある者は、中絶患者は除くものの、手術を行う医師に加え、医療機関のスタッフやカウンセラー、弁護士や中絶資金の提供者、中絶を行った医療機関へアクセスする交通手段を提供した者などが含まれる。
この法においては訴訟が起こされ、かつ被告の責任が認められた場合、最低10000ドルの法定損害賠償を認めている。またこの法によって訴訟を起こす際、原告と被告との間に何かしらの関係がある必要性は無い。
この訴訟を起こすことが出来ない例外として医療上の緊急事態が挙げられているが、この例外にはレイプや近親相姦による妊娠の人工中絶は含まれていない。2021年9月7日にグレッグ・アボット州知事は、レイプや近親相姦の被害にあった女性について6週間の猶予を与えているため、被害の結果妊娠してしまうことを強制するものではないとし、「積極的に外へ出向いて逮捕、起訴、路上から排除し、テキサス州の路上から全てのレイプ犯を追い出すための不断の努力を行う（英: work tirelessly to make sure that we eliminate all rapists from the streets of Texas by aggressively going out and arresting them and prosecuting them and getting them off the streets.）」と述べた。

### 法の要点
テキサス州においては中絶の85%が妊娠6週間以降に行われていると推定されている。この6週間は月経が欠けたすぐ後の時期であり、多くの女性にとって妊娠を確認・認識する以前である。

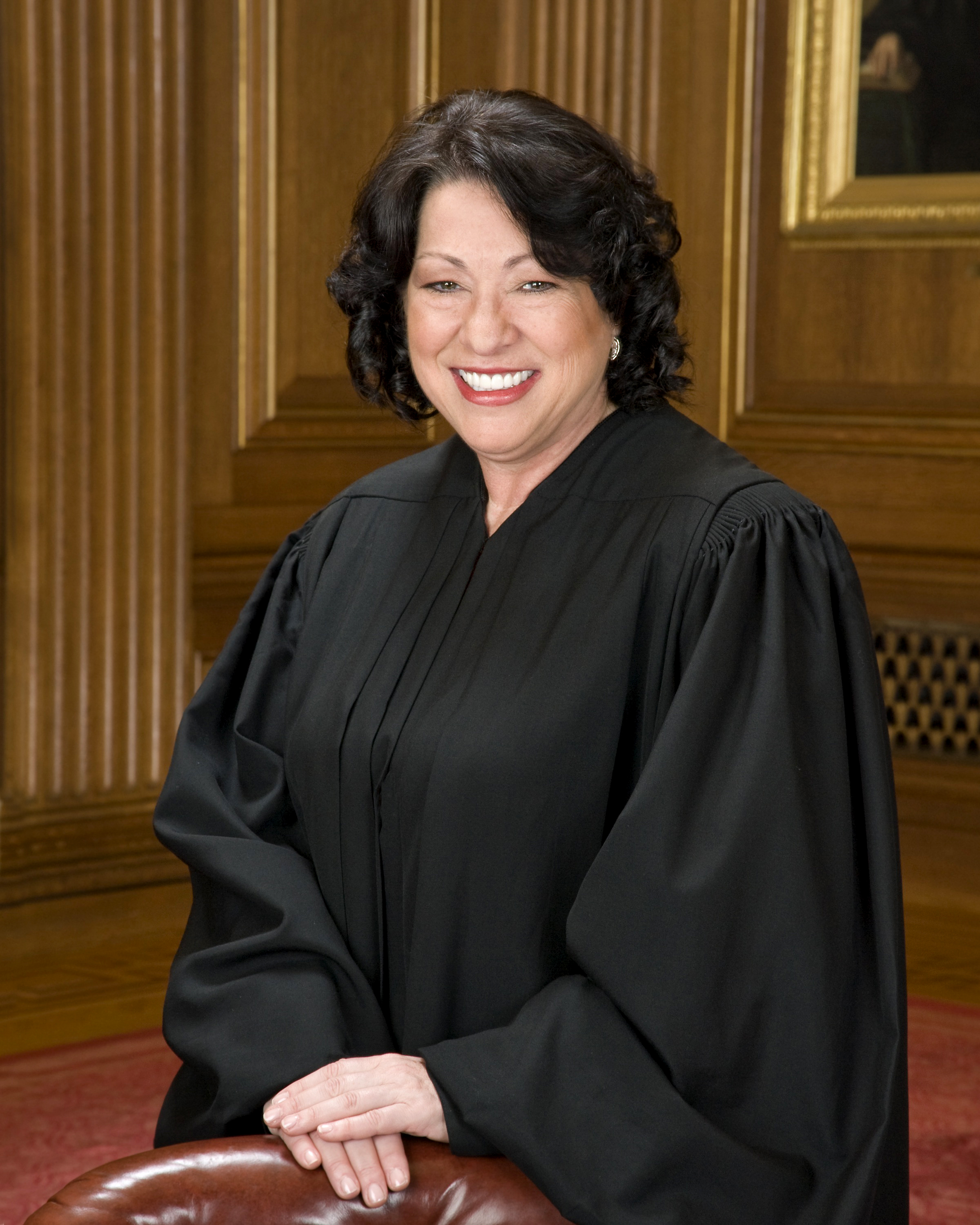
2009年に撮影されたソニア・ソトマイヨール

連邦最高裁判所の陪席判事であるソニア・ソトマイヨールは、この法について「法的スキームは珍しいだけではなく、前例のないものである。立法府は約6週間後の妊娠中絶を禁止し、その実行を一般市民に委ねている。その目的は実施とその責任から政府を守るためにあるようだ。（英: the statutory scheme before the court is not only unusual, but unprecedented. The legislature has imposed a prohibition on abortions after roughly six weeks, and then essentially delegated enforcement of that prohibition to the populace at large. The desired consequence appears to be to insulate the state from responsibility for implementing and enforcing the regulatory regime.）」と述べた。2021年9月9日に司法省はテキサス州西部連邦地方裁判所へテキサス州を提訴し、テキサス州ハートビート法が違憲であることの宣言及びその差し止めを求めた。
テキサス大学オースティン校の研究者による調査は、この法はテキサス州における中絶の80%を違法とし、特に黒人女性、低所得者、中絶施設から遠い場所に居住している女性に影響を与えると示した。

## 異議申し立て

### 学術的意見

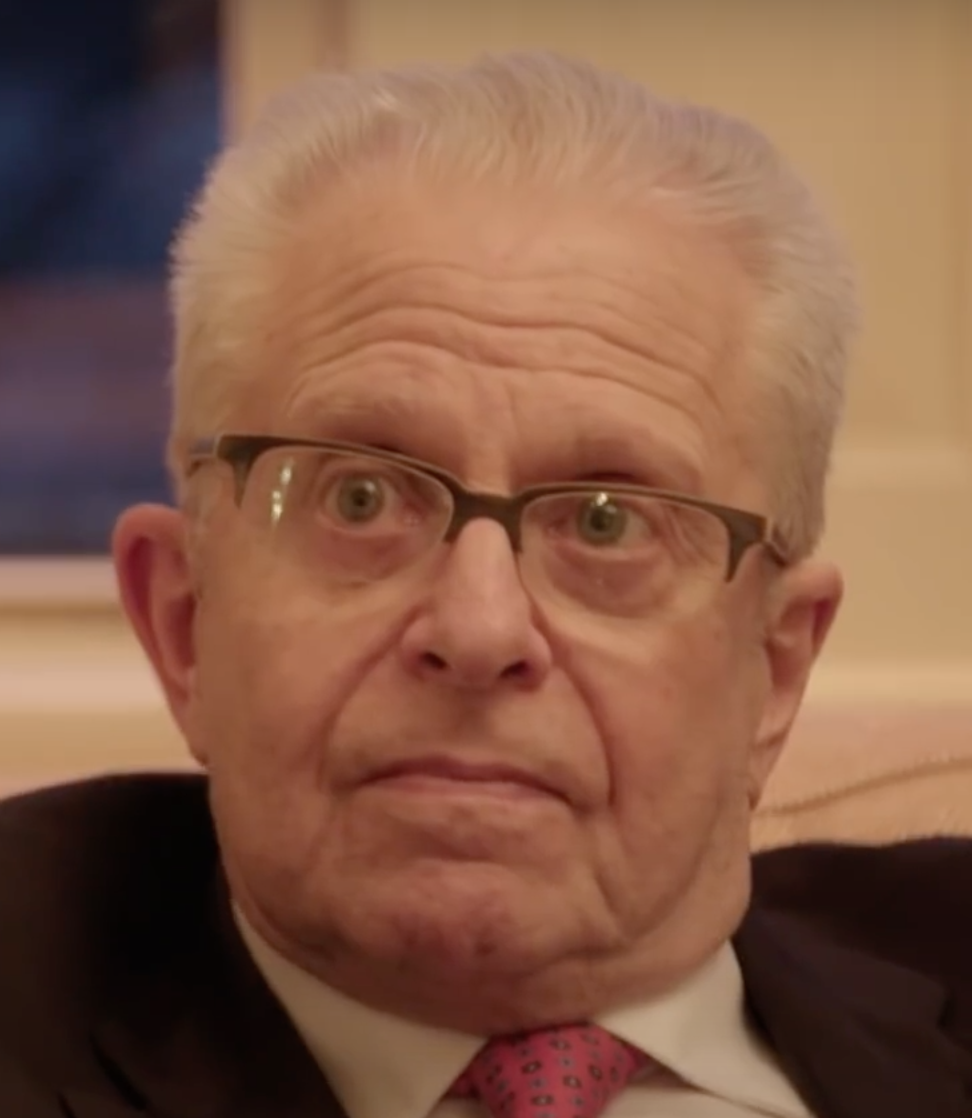
2019年に撮影されたロランス・トライブ

2021年9月5日、アメリカ合衆国の法学者でありハーバード大学の憲法学名誉教授であるロランス・トライブは、司法省がテキサス州ハートビート法をコントロールする方法を提案した。これは連邦刑法第241条及び第242条が、個人から憲法上の権利を奪うことを犯罪としていることを用いるとしている。また9月7日には1871年に制定されたクー・クックス・クラン法の「civil parallel」を用いることも提案した。

### 中絶業者などによる訴訟
テキサス州ハートビート法が施行される以前に、Whole Woman's Healthが率いる中絶業者は、州裁判所の裁判官と裁判所書記官を、テキサス州ハートビート法による提訴に係る管轄権を持つ全ての州裁判官及び裁判所書記官の代表被告として訴えた。連邦地方裁判所の裁判官はこれを却下したが、原告の要求に基づいた一時的な禁止命令についての聴聞会を予定した。しかし連邦第5巡回区控訴裁判所は聴聞会を中止し、被告側の控訴が係属中となっている。
ダラスのある弁護士は、レイプや近親相姦による妊娠についての相談についても、クライアントが弁護士へ相談を行うことをテキサス州ハートビート法が妨げ、これはクライアントと弁護士間の特権及び性的虐待被害者の権利を侵害するものと主張し、テキサス州ハートビート法の施行を差し止めるため、テキサス州ダラス地方裁判所へ訴訟及び差し止め申請を行った。
2021年9月3日、トラヴィス郡の判事は、テキサス州における3つのプランド・ペアレントフッド関連団体へ、反中絶団体「Texas Right to Life」に対する一時的な禁止命令を発し、9月13日に仮処分に関する審理を行うとした。これは一時的に反中絶団体及び関連する個人が、テキサス州ハートビート法に基づく訴訟を行えないようにする措置である。その後、同様の仮禁止命令が異なる裁判長によって発せられた。

### 連邦最高裁
2021年8月30日、生殖権利センターは、テキサス州ハートビート法の施行を停止するために連邦最高裁判所へ緊急申請（英: emergency application）を行った。連邦最高裁判所は5対4でこの申し立てを却下し、9月1日に声明を発表した。多数意見においてはこの却下が下級裁判所において影響を持たないことが強調されていた。
ジョン・ロバーツ・スティーブン・ブライヤー・エレナ・ケイガン・ソニア・ソトマイヨールの4人の判事はいずれも反対意見の執筆や異議を唱えた。ソニア・ソトマイヨール判事は反対意見の中で、「女性が憲法上の権利を行使することを禁止し、司法の監視を逃れるために作られた、明らかに違憲な法律の差し止め申請が行われたのにも関わらず、過半数の判事は現実逃避を選択した。（英: presented with an application to enjoin a flagrantly unconstitutional law engineered to prohibit women from exercising their constitutional rights and evade judicial scrutiny, a majority of justices have opted to bury their heads in the sand）」と述べた。

### 合衆国対テキサス州

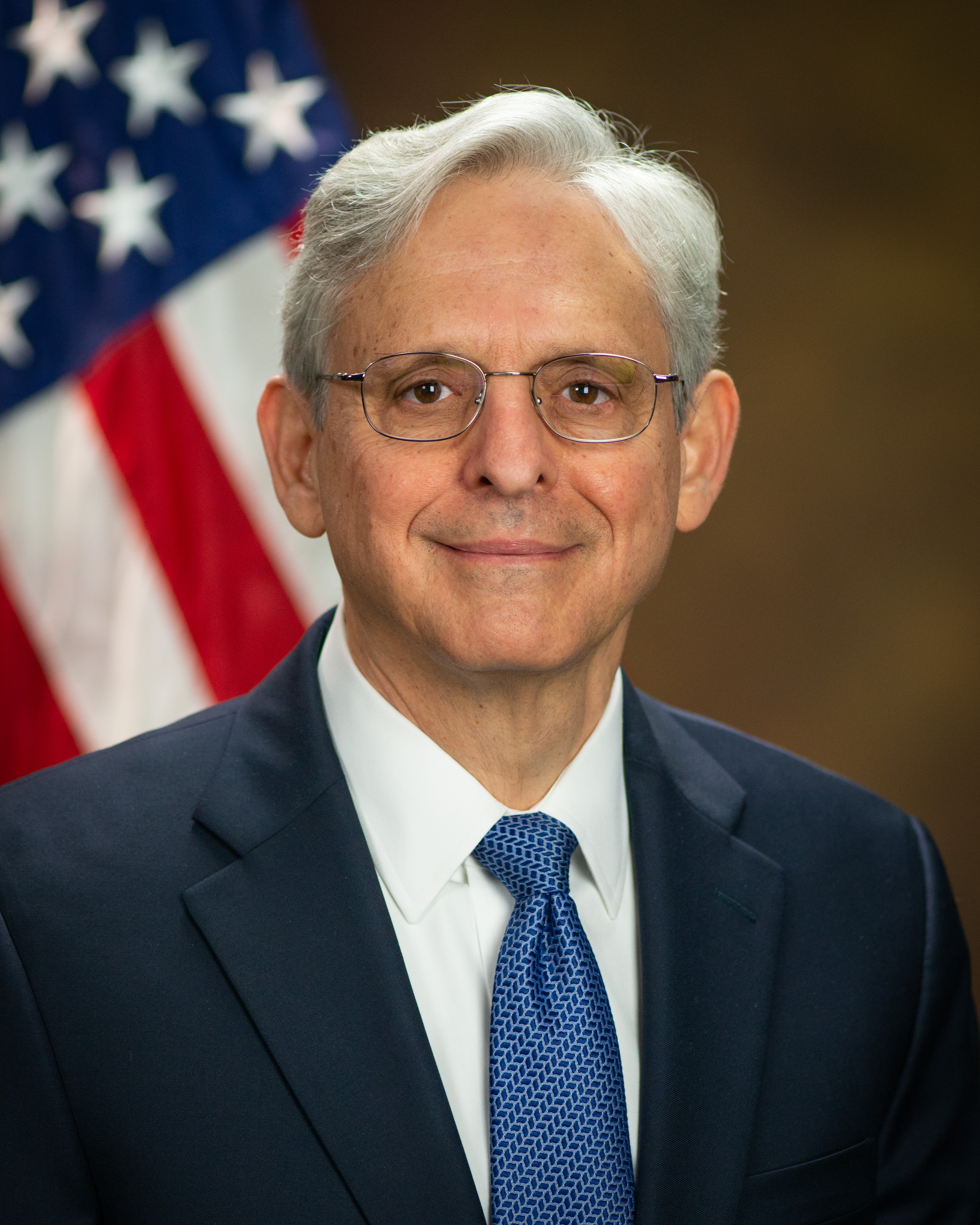
2021年に撮影されたメリック・ガーランド。

2021年9月6日、アメリカ合衆国司法長官のメリック・ガーランドは、司法省が「診療所へのアクセス自由法（英: Freedom of Access to Clinic Entrances Act）」に基づき、中絶患者を保護すると発表した。9月8日にはウォール・ストリート・ジャーナルにおいて、バイデン政権が「連邦政府の利益を不法に妨害している」としてテキサス州を提訴する予定であると報じられた。
9月9日、メリック・ガーランド司法長官は、司法省がテキサス州を、テキサス州ハートビート法が連邦法優越条項及びアメリカ合衆国憲法修正第14条違反であり、連邦法及び政府間免責にも反しているとして提訴した。司法長官はさらに連邦政府には「どの州も個人の憲法上認められている権利を保護する義務がある」とした。訴状においてはテキサス州が「公然と憲法を無視した」とされた。この提訴はテキサス州オースティンに所在する連邦地方裁判所へ行われ、テキサス州ハートビート法が違憲であること及び同法に基づく提訴の可能性のある国家機関もしくは個人の差し止めを要求した。連邦裁判所に、とある州の民間人全てに対する差し止め命令を求めるというのは前例が無いとされている。
6日後の9月15日、司法省の弁護士は保全命令（英: temporary restraining oder、TRO）及び仮差し止め命令（英: preliminary injunction、PI）の緊急申し立てを行った。Whole Woman's Health対ジャクソン事件の裁判長でもあるロバート・ピットマンは、テキサス州が即時判決ではなく証拠審問（英: evidentiary hearing）を希望していることから、10月1日に証拠審問を行うことを命じた。その1日後には司法省の提出した迅速なスケジュールについての申し立てを却下し、「本件は複雑かつ重要な法的問題を扱っており、当事者が裁判所において互いの立場を表明する十分な機会が求められる。（英: this case presents complex, important questions of law that merit a full opportunity for the parties to present their positions to the Court.）」との見解を示した。この段階で多数の州によるアミカス・キュリエとしての報告書が提出された。

## 余波
中絶反対団体「Texas Right to Life」は、法に反した行為を発見した際に匿名通報が行えるシステム「内部告発者報告システム（英: whistleblower reporting system）」を構築した。このウェブサイトはDoS攻撃や風刺的な抗議を受け、コピーパスタやファンアート、誤解を招くような内容が多数掲載された。2021年9月3日、ホスティングを行っていたGoDaddyは複数の利用規約違反を理由にサービス提供を予告するとともに、24時間の猶予を与えた。9月4日、他のプロバイダにサービス提供を拒否されたサービスをホストすることで知られるEpikへレジストラを変更した。しかし、4日中に再びオフラインとなった。Epikは「Texas Right to Life」へ、第三者の個人情報を収集することは利用規約に反することを指摘した。
中絶の権利をサポートする団体は、テキサス州ハートビート法の施行後に、中絶薬や瀬術者に関する情報が得られる同団体のウェブサイトに対するトラフィックが増加し、特にテキサス州からのアクセスが多かったと発表した。

## 反応
Lyft及びUberは、テキサス州ハートビート法によってそのドライバーが訴えられた場合、訴訟費用を全額負担することを発表した。またTinderとBumbleを運営する「Match Group」は、テキサス州において中絶を求める女性に対する支援基金の創設を発表した。